# 13674 Bourge
13674 Bourge (1997 MJ2) là một tiểu hành tinh vành đai chính được phát hiện ngày 30 tháng 6 năm 1997 bởi Khảo sát tiểu hành tinh OCA-DLR ở Caussols.